# غابة ليمان ألفا

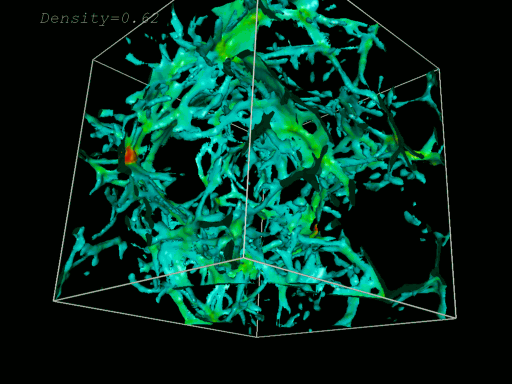

في التحليل الطيفي الفلكي، غابة ليمان ألفا هي سلسلة من خطوط الامتصاص في أطياف المجرات البعيدة والنجوم الزائفة الناشئة عن انتقال الإلكترونات في سلسلة ليمان ألفا الطيفية لذرة الهيدروجين المتعادلة. بينما يمر الضوء عبر سحب الغاز المتعددة مع انزياحات حمراء مختلفة، تنشأ خطوط امتصاص متعددة.

## نظرة تاريخية
اكتُشفت غابة ليمان ألفا لأول مرة عام 1970 من قبل الفلكي روجر ليندز أثناء رصده النجم الزائف 4 سي 05.34. كان هذا النجم الزائف أبعد جُرم مرصود في ذلك الوقت، وقد لاحظ ليندز وجود عدد كبير بشكل غير عادي من خطوط الامتصاص في طيفه. أشار إلى أن معظم خطوط الامتصاص كانت ناتجة عن انتقال ليمان ألفا. أكدت عمليات رصد لاحقة قام بها جون باهكال وصموئيل غولدسميث وجود خطوط امتصاص غير عادية، على الرغم من أنهما كانا أكثر تحفظًا فيما يتعلق بأصل الخطوط. في وقت لاحق، رُصدت أطياف العديد من النجوم الزائفة الأخرى عالية الانزياح الأحمر والتي تتمتع بنفس خطوط الامتصاص الضيقة. كان ليندز أول من وصفها باسم غابة ليمان ألفا. جادل جان أورت بأن ميزات الامتصاص لا تعود إلى أي تفاعلات فيزيائية داخل النجوم الزائفة نفسها، ولكن إلى الامتصاص داخل سحب الغاز بين المجري في العناقيد الفائقة.

## نظرة فيزيائية
بالنسبة لذرة الهيدروجين المتعادلة، تتشكل الخطوط الطيفية عندما تنتقل الإلكترونات بين مستويات الطاقة المختلفة. تنتج خطوط سلسلة ليمان الطيفية عند انتقال الإلكترونات بين الحالة الأرضية ومستويات الطاقة الأعلى (المستويات المُثارة). تنتج خطوط ليمان ألفا من انتقال الإلكترونات بين الحالة الأرضية (n = 1) والحالة المثارة الأولى (n = 2). يتمتع خط ليمان ألفا الطيفي بطول موجي مخبري، أي سكوني، يبلغ 1216 أنجستروم، وهو الجزء فوق البنفسجي من الطيف الكهرومغناطيسي.
تنتج خطوط امتصاص ليمان ألفا في أطياف النجوم الزائفة من الغاز بين المجري الذي يمر عبره ضوء المجرة أو النجم الزائف. نظرًا لتمتع سحب الهيدروجين المتعادل في الوسط بين المجري بدرجات مختلفة من الانزياح الأحمر (بسبب اختلاف بعدها عن الأرض)، تمتلك خطوط امتصاصها مجموعةً واسعة من الأطوال الموجية. تترك كل سحابة فردية بصمتها كخط امتصاص في موضع مختلف في الطيف المرصود.

## استخدامها في الفيزياء الفلكية
غابة ليمان ألفا هي أداة فحص مهمة للوسط بين المجري ويمكن استخدامها لتحديد تردد وكثافة السحب التي تحتوي على هيدروجين متعادل، وكذلك درجة حرارتها. يمكن أيضًا البحث عن خطوط العناصر الأخرى مثل الهليوم والكربون (ذات الانزياح الأحمر المطابق) بالإضافة إلى السيليكون، العنصر الثقيل الأكثر وفرةً في السحب. تتمتع السحب ذات الكثافة العالية من الهيدروجين المتعادل بأجنحة انخماد نموذجية حول الخطوط الطيفية ويشار إليها باسم نظام ليمان ألفا المُخمد.
بالنسبة للنجوم الزائفة ذات الانزياح الأحمر الأعلى، يكون عدد الخطوط في الغابة أعلى، حتى انزياح أحمر يساوي 6 تقريبًا، عندما يكون هناك الكثير من الهيدروجين المتعادل في الوسط بين المجري ما يؤدي لتحويل الغابة إلى قناة جون يترسون. يظهر هذا نهاية عملية إعادة تأين للكون.
يمكن استخدام عمليات رصد غابة ليمان ألفا لتقييد النماذج الكونية.